# Afrin (rzeka)
Afrin (arab. نهر عفرين; kurd. Rubara Efrin; tur. Afrin Çayı) – dopływ rzeki Orontes leżący w Turcji i Syrii. Źródła ma w górach Kartal w prowincji Gaziantep, następnie płynie na południe przez miasto Afrin w Syrii, po czym ponownie wpływa na teren Turcji. Tam przyjmuje dopływ Karasu na miejscu dawnego jeziora Amik, a jej wody płyną do Orontesu poprzez kanał.
Całkowita długość rzeki wynosi 131 km, z czego 54 km w Syrii. 250000000 m³ rocznego przepływu wody pochodzi z prowincji Hatay w Turcji, podczas gdy około 60000000 m³  pochodzi z Syrii. Na rzece znajduje się tama Afrin leżąca na północ od miasta.
Afrin był znany jako Apres Asyryjczykom, Oinoparas Seleucydom, i jako Ufrenus w czasach rzymskich. Abu al-Fida wspomina go jako Nahr Ifrîn.